# Henri Disy
Henri Disy   (6 de setembre de 1913 - Overijse, setembre 1989) va ser un waterpolista belga que va competir durant la dècada de 1930.
El 1936 va prendre part en els Jocs Olímpics de Berlín, on va guanyar la medalla de bronze en la competició de waterpolo.